# Pasiphila vieta
Pasiphila vieta là một loài bướm đêm trong họ Geometridae.